# NGC 5711
NGC 5711 is een balkspiraalstelsel in het sterrenbeeld Ossenhoeder. Het hemelobject werd op 17 maart 1831 ontdekt door de Britse astronoom John Herschel.

## Synoniemen
- UGC 9445
- MCG 3-37-33
- ZWG 104.62
- IRAS 14370+2012
- PGC 52376